# 文美月
文 美月（ぶん みつき、朝: 문미월, 1970年 - ）は、日本の実業家、NPO法人・同志社大学産官学連携支援ネットワーク 理事、近畿経済産業局 女性起業応援プロジェクト「LED関西」メンター、リトルムーンインターナショナル株式会社 創業者・現取締役副社長、株式会社ロスゼロ 代表取締役。内閣府 男女共同参画局「アジア太平洋 輝く女性の交流事業」検討調査委員。日経×WOMEN 公式アンバサダー。桃山学院大学 ビジネスデザイン学部 食ビジネス講師（2020年・2021年）。毎日放送（MBS）「ミント！」月曜日コメンテーター（2019年6月~2021年3月）を務めていた。

## 経歴
奈良県奈良市生まれ。在日コリアン3世として育つ。42歳で日本国籍取得。
1989年奈良県立奈良高等学校、1993年同志社大学 経済学部卒業。
日本生命保険に同志社大学初の女性総合職として、また本名を使う初の外国籍総合職として入社。大阪の本店融資部に配属後、1995年東京本社の融資部に転勤。
1996年日本生命保険を退職後、韓国ソウルの延世（ヨンセ）大学の韓国語語学堂に留学。日本に帰国後、大阪で結婚。二児を出産。
その後再就職活動をするも、育児中の母親に対する壁の高さを知り、「自分の雇用は自分で創る」と決心、2001年10月、自宅のパソコン1台で有限会社リトルムーン（現リトルムーンインターナショナル株式会社）を起業。自宅でできる仕事としてネット通販を選んだ。商売経験・資金・人脈・Web知識・商材はなかったが、同時期にＦＭ大阪のソウル旅行2泊3日の懸賞に当選。韓国滞在中に仕入れた雑貨の販売を楽天市場でスタートした。ヘアアクセサリーECに特化し、品揃え日本最大級一万点、販売累計450万点のEC専門サイト『リトルムーン』を育てた。
2010年より、使われなくなったヘアアクセを日本全国で回収、ラオスやカンボジアなど発展途上国の少女に寄贈する活動を開始。回収したヘアアクセサリーの一部をカンボジアで販売し、売上金で若者の職業プログラム支援に取り組む。2020年時点で回収点数は累計3万点を超え、寄贈は10か国となった。
2011年より、ECに関するテーマのほか、女性の起業や活躍支援に関するテーマで全国で講演をスタート。主に行政や大学などで講演を行う。
2012年、2013年、2017年、スタディーツアー「文美月といくカンボジア7日間」（毎日新聞旅行社）を主宰。
2014年、タイ・バンコクで開催されたアジア「女性社会起業家セミナー」にてITマーケティング講義を担当。
2014年　「株式会社ビューティフルスマイル（現：株式会社ロスゼロ）」を起業。
2015年　初の著書『悩みと向き合える女性は、うまくいく』(KADOKAWA）出版。
2016年　内閣府の「アジア太平洋で輝く女性の交流事業」 の一環として国際シンポジウムに登壇、2017年同事業の調査検討委員を拝命。
もったいないものを活かすヘアアクセサリーのリユース経験から、最ももったいない問題の一つである食品廃棄に着目するようになる。
2018年2月からクラウドファンディングで、規格外の高級チョコレート264kgの食品ロス削減とカンボジアでのトイレ建設・文房具6,000点の寄贈を両立させたのち、4月、食品ロス問題にフォーカスした事業『ロスゼロ』を立ち上げる。当初は売上の一部をカンボジア支援に用いたが、のちに日本国内での子供食堂等への支援に切り替えた。
食品メーカーで発生する製造余剰品や規格外品などを販売するほか、イベントなどを行い、2018年、東京都女性ベンチャー成長促進企業（APT WOMEN）に採択されたのち、同年8月東京都からシリコンバレーに12日間派遣される。
2018年から、家庭で未利用とままの食材を持ち寄ってプロが調理して食べる「サルベージパーティー」を二度開催。
2019年5月　株式会社ロスゼロが大阪府「おおさか食品ロス削減推進パートナー」企業に認定される。
2019年10月　規格外食材を使用した料理を協力レストランで提供する「ロスゼロ食堂」を限定運営。
2021年1月　ロスゼロが東大阪市と包括連携協定を締結。DtoCブランド「Re:You（りゆう）」をリリース
2021年 5月　ロスゼロが兵庫県川西市と包括連携協定を締結。
2021年8月　川西市と市内の医療従事者応援「ありがとうプロジェクト」を開始。約25トンの食品ロス削減。
2021年10月　「Re:You」が神戸市のふるさと納税返礼品に採用。社名を株式会社ビューティフルスマイルから株式会社ロスゼロに変更。
2021年11月　食品ロス削減サブスクリプション「ロスゼロ不定期便」開始。
2022年5月　ロスゼロが大阪府と事業連携協定を締結。
2022年10月　ロスゼロが「おおさかトップランナー育成事業」に認定。
2023年5月　ロスゼロ・東京海上日動火災・マグチグループ・大阪府・大阪商工会議所で連携し、「食品ロス削減 大阪モデル」を開始。
2023年6月　豊中市経営改革専門委員に就任。
2023年9月　ロスゼロが近畿経済産業局の「J-Startup KANSAI」に選定。農林水産省・消費者庁主催「食品ロス削減推進表彰」審査委員会委員長賞受賞。
2023年11月　「EY Winning Women 2023」のファイナリストに選出。

## 受賞歴
- 2017年2月　関西テレビ「ソーシャル映像祭」入賞。
- 2017年6月　ソーシャルイノベーション「グリーンオーシャン大賞」入賞。
- 2020年　「食品産業もったいない大賞」特別賞。（旧社名ビューティフルスマイルで受賞）[17]
- 2021年9月　パソナグループ主催「淡路島スタートアップイノベーションコンテスト」準グランプリ。
- 2022年　「東急アライアンスプラットホーム2021 DemoDay[18]」オーディエンス賞・SOIL 賞 。
- 2022年　アップサイクル食品コンテスト 「K,D,C,,,Food Challeng[19]」JR東日本賞。
- 2022年　「日本サブスクリプションビジネス大賞2022」特別賞。[20]
- 2022年　「CSOフォーラム2022」 グランプリ・大阪ロータリークラブ賞。[21]
- 2023年4月　大阪府より「おおさか環境賞」大賞を受賞。[22]
- 2023年9月　農林水産省・消費者庁主催 令和5年度「食品ロス削減推進表彰[23]」審査委員会審査委員長賞を受賞

## 出演

### TV番組（2017年以降・一部抜粋）
- 2017年　関西テレビ『真夜中市場〜ハイヒールの眠れない夜〜』
- 2017年　関西テレビ『映像の力でいい社会を ソーシャル映像祭』
- 2017年　eo光テレビ『谷口キヨコの旬なKANSAI トレンド＋』
- 2017年　関西テレビ『おはよう朝日です』
- 2019年5月9日　関西テレビ『報道ランナー』
- 2019年６月18日　大阪テレビ『やさしいニュース』
- 2019年9月30日　MBS毎日放送『ミント!』ゲストコメンテーター
- 2019年11月20日　MBS毎日放送『よしもと新喜劇NEXT〜小籔千豊には怒られたくない〜』
- 2020年3月24日　NHK『ほっと関西』
- 2020年7月　関西テレビ『報道ランナー』
- 2021年11月　テレビ朝日『スーパーJチャンネル』
- 2021年12月　フジテレビ『めざましテレビ』
- 2022年3月　日本テレビ『ヒルナンデス！』
- 2022年4月　NHK『おはよう関西』
- 2022年5月　NHK『おはよう日本』
- 2022年6月　NHK『News line Biz』
- 2022年11月　eo光テレビ『SWITCH 〜進化の瞬間（とき）〜』
- 2022年12月　日本テレビ『ZIP!』
- 2023年2月8日　テレビ朝日『グッド！モーニング』
- 2023年3月1日　TBS『ひるおび』
- 2023年3月8日　テレビ東京『日経スペシャル60秒で学べるNews』
- 2023年4月14日　読売テレビ「大阪ほんわかテレビ」
- 2023年4月28日　ABCテレビ『newsおかえり』
- 2023年5月31日　NHK「国際報道」
- 2023年6月16日　FBS「めんたいワイド」
- 2023年8月8日　テレビ西日本「ももち浜ストア」
- 2023年10月13日　日経チャンネル「LBSローカルビジネスサテライト」
- 2023年11月19日　テレビ大阪「もしマネ！」
- 2023年11月25日：関西テレビ「LIVEコネクト！」

### ラジオ番組（2016年以降・一部抜粋）
- 2016年　ラジオ関西「ヒラタ屋本舗おもしろトラベル」
- 2017年　ABC朝日放送ラジオ (AM1008) ｢堀江政生のほりナビクロス」
- 2017年　ABC朝日放送ラジオ (AM1008)「茂山童司の栴檀代々」
- 2017年　KBS京都ラジオ「こちらヒラタ屋　京都本店」
- 2017年　ラジオ大阪「平田 進也の耳からトラベル」
- 2017年12月　ABC朝日放送ラジオ (AM1008) 「サラダトーク・お仕事カフェ」
- 2018年3月　KBS京都ラジオ　「笑福亭晃瓶のほっかほかラジオ」
- 2018年7月　北海道FM「776.ｆｍ　RADIOTXT」
- 2018年8月　ラジオ大阪「平田進也の耳からトラベル」
- 2018年9月　MBSラジオ AM1179「子守康範 朝からてんコモリ！」
- 2019年8月10日　文化放送「なかじましんや 土曜の穴」
- 2019年9月23日～27日　文化放送「エシカルレポート」
- 2020年6月13日　ラジオ大阪「平田 進也の耳からトラベル」
- 2020年12月1日　J-WAVE　TOKYO「MORNING　RADIO」
- 2021年4月19日～22日　FM COCOLO「M’s Groove」
- 2021年4月29日　MBSラジオ「子守康範 朝からてんコモリ！」
- 2022年3月　TOKYO FM 80.0 「ONE MORNING」
- 2023年1月　FM802「EVENING TAP」
- 2023年2月12日　interfm「Lazy Sunday」Future Design」
- 2023年2月15日　TBSラジオ「アフター6ジャンクション」SDGsジャンクション 〜地球を笑顔にするRADIO
- 2023年8月　FM AICHI「DAYDREAM MAGIC」
- 2023年9月　Kiss PRESS
- 2023年11月　FM802「コマキ手帖」
- 2023年11月　TBSラジオ「SDGsスナック」

### WEBメディア（ロスゼロ）
- 2019年2月20日　「HUFFPOST」余った節分の豆とチョコで新商品 「食品ロス」ここにも
- 2020年1月29日　「シティリビング（大阪・神戸版）」暮らしの中で私たちにもできる「SDGs」少し意識するだけで世界は変えられる
- 2020年5月　「レッツエンジョイ東京」
- 2020年7月　日本政府国際アカウント「 The Government of Japan」
- 2020年7月　はいぶり フードロス削減に挑戦するフードシェアリングビジネス12選
- 2021年3月　Ethical Choice　2021年はエシカルなホワイトデーに。喜ばれるエシカルギフト15選
- 2022年4月　オルタナ 「まるで福袋」食ロス対策のサブスク、じわり広がる
- 2022年12月8日　「HUFFPOST」「食べられるのに捨てる」だけが競争に勝つ方法なのか？美味しく食べて社会貢献できるサービス「ロスゼロ」の挑戦
- 2022年12月15日　「同志社大学学長鼎談」学長鼎談第3弾 ダイバーシティを考える
- 2022年12月　TOKYOエシカル  パートナー企業・団体の取組紹介【ロスゼロ】
- 2023年1月　「Bplatz」《講演録》専業主婦・二児の母が「みんなが笑顔になる」持続可能な起業を実現していくまで
- 2023年1月　SDGｓ fan ロスゼロのアップサイクル食品が阪急うめだ本店に初登場
- 2023年2月22日　「HUFFPOST」徹底した「情報開示」、その理由は？利益も課題解決も諦めないLIFULLとロスゼロの挑戦

### 新聞
- 2014年　産業経済新聞　連載[24] 文美月（１）在日コリアンの「人と違う視点」という強み
- 2016年　徳島新聞　とくしまウーマノミクス
- 2017年　日経MJ 「女性のキャリア、ECサイト経営 選択肢に」
- 2017年　福井新聞「北陸三県起業家のつどい」
- 2015年5月　神戸新聞
- 2018年6月　日経新聞
- 2018年7月　日経MJ
- 2018年8月　朝日新聞「折々のことば」
- 2018年8月　日経新聞
- 2018年10月　朝日新聞 作りすぎ、規格外…もったいないから食べて「ロスゼロ」
- 2018年10月　日刊ケイザイ新聞「パワフル関西」
- 2019年2月　朝日新聞
- 2019年4月　菓業食品新聞
- 2019年6月　読売新聞
- 2019年6月　日本食糧新聞
- 2019年6月　食料醸界新聞
- 2019年6月　日刊ケイザイ
- 2019年6月　神戸新聞
- 2019年10月　愛媛新聞
- 2019年11月　神戸新聞
- 2019年11月　佐賀新聞
- 2019年11月　山陰中央新報
- 2019年11月　中国新聞
- 2019年12月　”日本一”明るい経済新聞
- 2019年12月29日　産経新聞
- 2020年2月2日　京都新聞
- 2020年3月28日　読売新聞
- 2020年5月　朝日新聞
- 2020年6月10日　読売新聞
- 2020年10月　日本食糧新聞
- 2021年3月　読売新聞
- 2021年4月　神戸新聞
- 2021年10月　中國新聞
- 2022年2月　日経ＭＪ
- 2022年3月　日本食糧新聞
- 2022年9月～12月　神戸新聞「隋想」
- 2023年2月1日　日本食糧新聞
- 2023年2月8日　日本食糧新聞
- 2023年2月15日　日本食糧新聞
- 2023年2月22日　日本食糧新聞